# Château de Marbourg
Le château de Marbourg est un des édifices les plus remarquables de la ville allemande de Marbourg dans le Land de la Hesse. 

## Histoire
Un premier château fut construit au sommet de la colline dite « Augustenruhe » au XIe siècle.
Après 1122, le landgrave de Thuringe fit édifier un nouveau château au sommet de cette même colline. Cette position stratégique permit au landgrave de défendre ses territoires.
En 1227, Marbourg reçut ses premiers droits en tant que ville et devint la capitale du landgraviat de Hesse, ce qui renforça l'importance de son château, désormais résidence princière. Sainte Elisabeth de Hongrie, épouse du landgrave de Thuringe, vécut au château de Marbourg à partir de 1228 jusqu'à sa mort en 1231.
Il fut le lieu où se déroula le colloque de Marbourg, du 1er au 3 octobre 1529. Ce fut un important débat entre Martin Luther et Ulrich Zwingli, les deux personnages incarnant la Réforme protestante du XVIe siècle. Le débat fut présidé par le landgrave Philippe le Magnanime et portait notamment sur les questions de la Sainte-Cène et de la Loi de Moïse au sujet desquelles les deux réformateurs étaient en désaccord. Philippe Mélanchthon, Martin Bucer et Jean Oecolampade étaient également présents. Finalement, aucun consensus ne fut trouvé, ce qui entraîna la division des différents courants de la Réforme.

Différentes vues du château
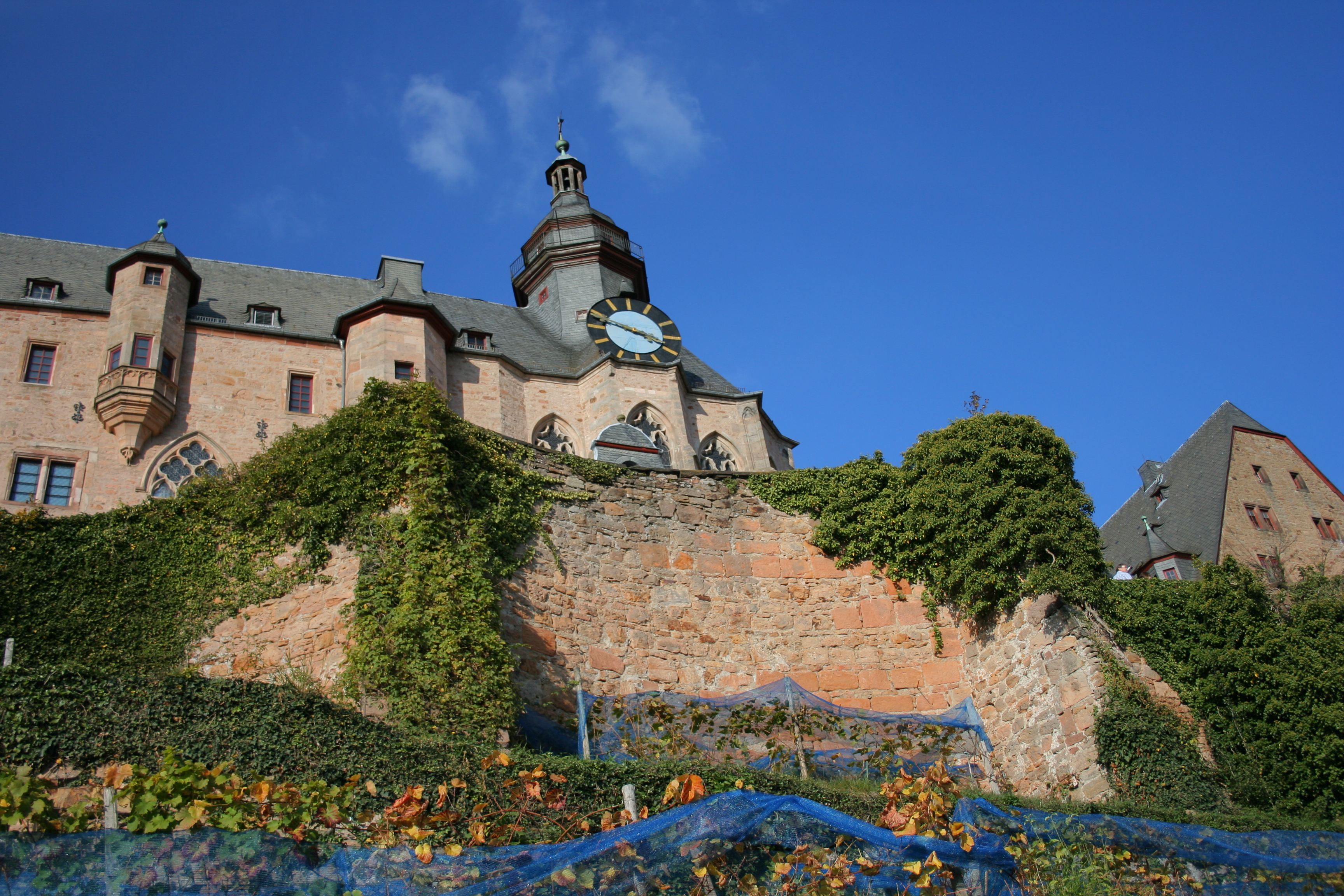
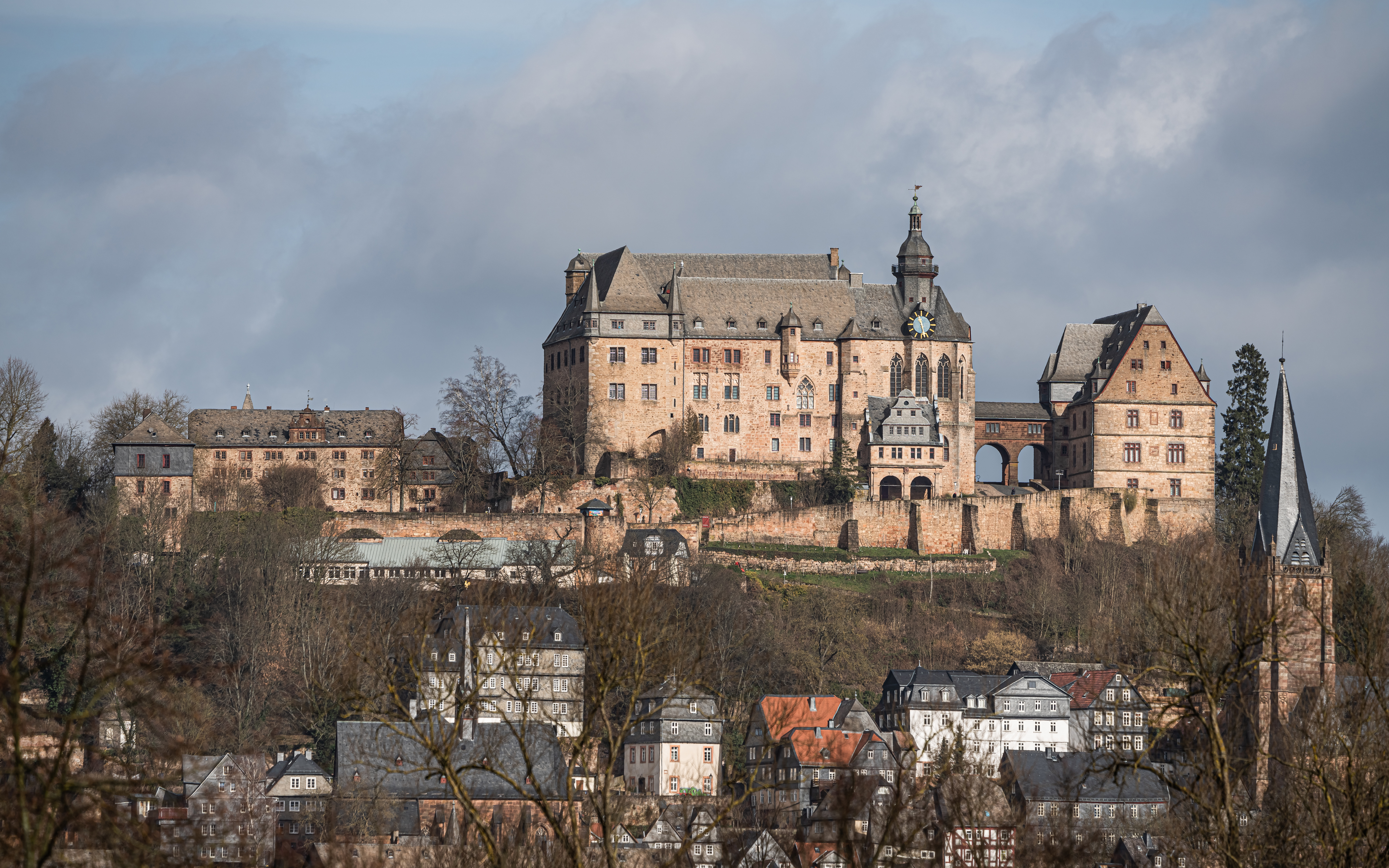
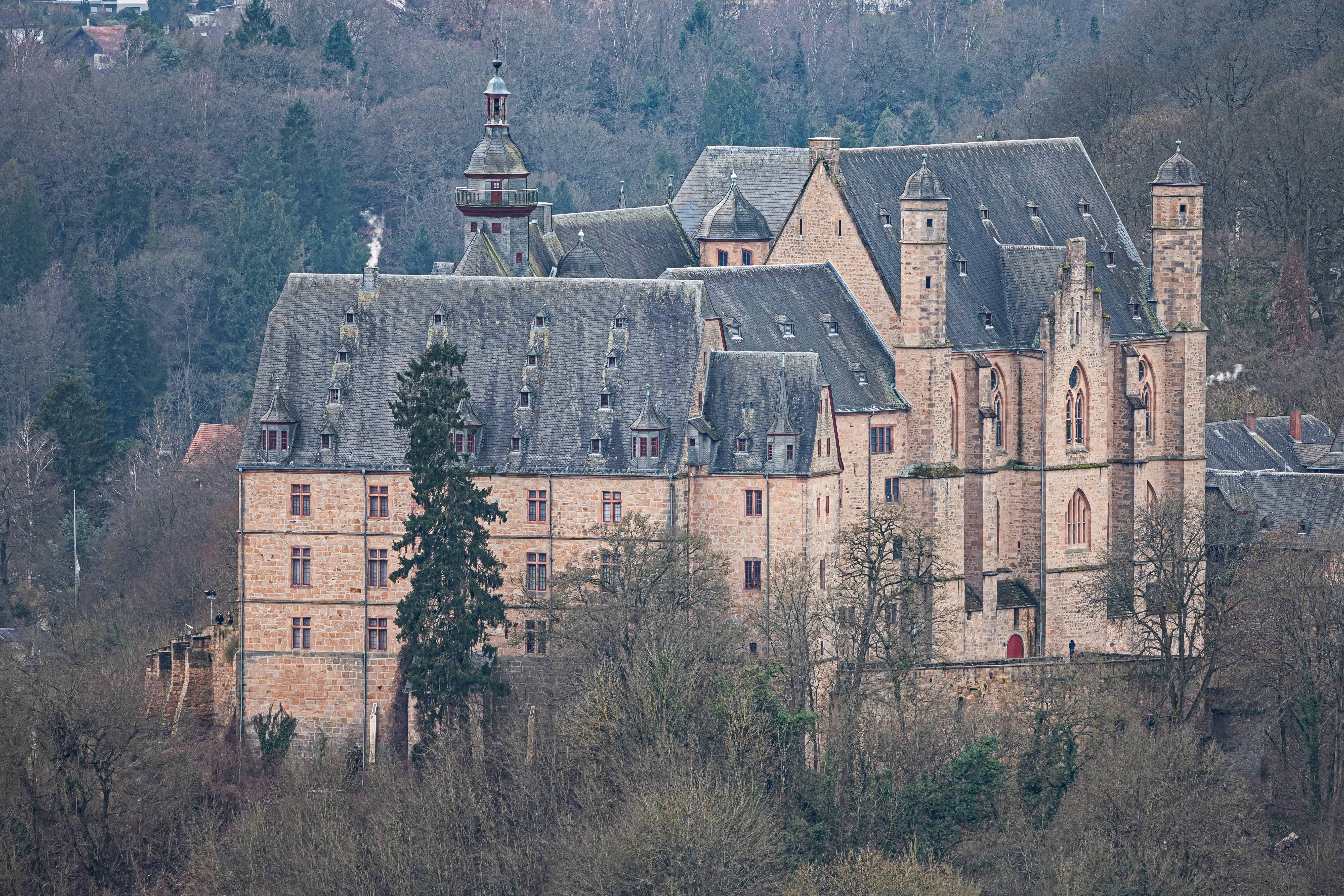

## Les musées
Le château est ouvert à la visite et abrite deux musées. Le premier parcours muséal, qui intègre les espaces historiques de la chapelle et de la grande salle (Fürstensaal), retrace l'histoire du château et de la ville de Marburg. Le second musée abrite des collections relevant de la Philipps Universität Marburg, actuellement fermé pour travaux (2024).